# 챕터 7
미국법 타이틀 11의 챕터 7(Chapter 7)은 미국 파산법에 따른 청산 절차를 규정하는 파산법이다. 채무자의 구조 조정 과정을 규정하는 챕터 11 및 챕터 13에 따른 파산과 달리 챕터 7은 미국에서 가장 흔한 파산 형태이다.

## 제출 방법
공식 연방 파산 양식은 관련 규칙에 규정되어 있으며 종이 양식과 동등한 컴퓨터 기반 옵션이다. 법원에서 바로 사용할 수 있는 양식을 생성하고 사용자에게 더 간단한 소프트웨어를 사용할 수도 있다. 파산 청원서 작성자는 파산 변호사와 마찬가지로 신청서 작성을 도울 수 있다.